# Feliks Dębski
Feliks Dębski (ur. 17 maja 1916 w Kotorydzu, zm. 29 lipca 1986) – polski rolnik i działacz ludowy, poseł na Sejm PRL IV kadencji.

## Życiorys
Uzyskał wykształcenie podstawowe, prowadził indywidualne gospodarstwo rolne. W okresie 1935–1939 należał do Związku Młodzieży Wiejskiej RP „Wici”. W czasie okupacji niemieckiej walczył w Batalionach Chłopskich. Został członkiem Zjednoczonego Stronnictwa Ludowego. W 1955 zakładał ochotniczą straż pożarną w Kotorydzu, działał na rzecz budowy szkoły podstawowej w rodzinnej wsi i drogi asfaltowej do obecnej drogi krajowej nr 7. W 1965 uzyskał mandat posła na Sejm PRL z okręgu Pruszków, w trakcie kadencji zasiadał w Komisji Przemysłu Ciężkiego, Chemicznego i Górnictwa.
W 2016 pośmiertnie otrzymał tytuł Honorowego Obywatela Miasta Tarczyna. Odznaczony Brązowym Krzyżem Zasługi oraz Medalem 10-lecia Polski Ludowej.